# Probolinggo
Probolinggo – miasto w Indonezji na Jawie nad cieśniną Madura w prowincji Jawa Wschodnia; powierzchnia 5667 ha; 182 tys. mieszkańców (2005).
Ośrodek regionu rolniczego (cukier, indygo, kawa, ryż, mango); przemysł spożywczy, włókienniczy, chemiczny; rybołówstwo; rzemiosło artystyczne (garncarstwo i wyrób sarongów); ważny węzeł komunikacyjny, port morski; obsługuje większość ruchu turystycznego w kierunku wulkanów Bromo i Semeru.